# MPU - Missing Persons Unit
MPU - Missing Persons Unit è una serie televisiva poliziesca belga iniziata nel 2008 e basata sui personaggi del film Vermist.
In Italia la serie ha debuttato soltanto il 9 gennaio 2015, dopo ben sette anni dalla prima messa in onda belga.

## Trama
La Missing Persons Unit è un'unità della Polizia Federale Belga, il cui compito è rintracciare le persone scomparse, oltre che identificare i corpi.
L'unità è diretta dall'ispettore capo Walter Sibelius, che ha voluto nella sua squadra i migliori investigatori in circolazione: Nick Bulens, Tina Peeters, Steve Van Hamel e Mily Lacroix, proveniente dai laboratori della scientifica.
L'ispettore capo Sibelius pensa più alla squadra e a ritrovare le persone trascurando la figlia, rapita alla fine dell'ultimo episodio della prima stagione, dopo il ritrovamento del corpo senza vita della figlia, viene messo in congedo e non ritorna nella squadra.

## Episodi
| Stagione         | Episodi | Prima TV Belgio | Prima TV Italia |
| ---------------- | ------- | --------------- | --------------- |
| Prima stagione   | 10      | 2008            | 2015            |
| Seconda stagione | 10      | 2010            | 2015            |
| Terza stagione   | 10      | 2011            | 2016            |
| Quarta stagione  | 10      | 2012            | 2016-2017       |
| Quinta stagione  | 10      | 2014            | inedita         |
| Sesta stagione   | 10      | 2015            | inedita         |